# Biển sâu dậy sóng
Biển sâu dậy sóng (tiếng Anh: In the Heart of the Sea) là một bộ phim điện ảnh chính kịch phiêu lưu của Mỹ 2015 dựa trên cuốn tiểu thuyết viễn tưởng cùng tên của Nathaniel Philbrick, nói về vụ chìm tàu chở hàng Essex của Mỹ năm 1820, một sự kiện gây cảm hứng cho tiểu thuyết Moby-Dick. Phim là sự hợp tác sản xuất quốc tế giữa Hoa Kỳ và Tây Ban Nha, với Ron Howard đạo diễn và Charles Leavitt viết kịch bản. Phim có sự tham gia của Chris Hemsworth, Benjamin Walker, Cillian Murphy, Tom Holland, Ben Whishaw và Brendan Gleeson.
Phim ra mắt tại New York ngày 7 tháng 12 năm 2015 và được công chiếu tại rạp ở Hoa Kỳ ngày 11 tháng 12 năm 2015 bởi Warner Bros. Pictures. Phim khởi chiếu tại Việt Nam cùng ngày với Mỹ. Biển sâu dậy sóng nhận đánh giá trái chiều từ giới phê bình và chỉ thu về 93 triệu $ so với kinh phí 100 triệu $, trở thành một bom xịt phòng vé.